# Leptophion radiatus
Leptophion radiatus är en stekelart som först beskrevs av Tohru Uchida 1956.  Leptophion radiatus ingår i släktet Leptophion och familjen brokparasitsteklar. Inga underarter finns listade i Catalogue of Life.